# Société de personnes
Une société de personnes est une société constituée intuitu personæ, c'est-à-dire en considération de la personne même des associés.

## Droit français
La cession ou la transmission des parts sociales représentant le capital social n'est pas libre mais soumise à des conditions qui permettent notamment aux autres associés d'agréer les membres de la société.
Les associés sont en général tenus du passif de la société sans limitation de montant, solidairement ou à proportion de leur participation dans le capital social.
Le terme de société de personnes, qui s'oppose à celui de société de capitaux, résulte d'une distinction théorique qu'il est difficile d'appliquer strictement. En effet, le droit des sociétés est régi par des dispositions légales et réglementaires qui définissent dans chaque État un corpus de normes générales (droit commun des sociétés) et des règles spécifiques à chaque type de société existant (droit spécial des sociétés).
Aussi, en droit français des sociétés par exemple, si l'on peut dire que la société anonyme et la société en commandite par actions sont des sociétés de capitaux, et que les sociétés en nom collectif et société en commandite simple des sociétés de personnes, il en va autrement de la société à responsabilité limitée qui se situe à mi-chemin entre ces deux notions.

## Droit italien
Dans le code civil italien, il existe trois types de sociétés de personnes :
- la société simple (S.s.), composée d'associés solidairement responsables des obligations de la société. C'est le type de société le plus simple mais ne être le support d'une activité commerciale[2] ;
- la société en nom collectif (Snc), société régie par l'art. 2291-2312 du code civil italien. Tous les associés sont solidairement responsables des obligations sociales. Son objet est généralement l'exercice d'activités commerciales de petite et moyenne taille ;
- la Société en commandite simple (Scs) : société dont l'objet peut être l'exercice d'activités commerciales ou pas, qui se caractérise par la présence de deux catégories distinctes d'associés : le commandité et le commanditaire[1]. Elle est régie par les articles 2313-2324 du code civil italien (livre V), sa forme italienne est très similaire à la société à responsabilité limitée (LLP) américaine.

## Droit québécois
En droit québécois, les règles concernant les sociétés de personnes sont énoncées aux articles 2186 et suivants du Code civil du Québec,,.
Voici la liste des sociétés de personnes :
- société en nom collectif
- société en commandite simple
- société en participation